# جرجور أملس
جرجور أملس أو قرش كلبي أملس أو قرش ابن عرس (الاسم العلمي: Mustelus)، جنس أسماك قرشية من فصيلة القرش الكلبي. يمكن أن يطول الجرجور الأملس إلى 159 سم (5 أقدام. 3 بوصات). ويزن أكثر من 13 كجم (29 رطلاً).